# Pucciniastrum pyrolae
Pucciniastrum pyrolae är en svampart som beskrevs av Dietel ex Arthur 1907. Pucciniastrum pyrolae ingår i släktet Pucciniastrum och familjen Pucciniastraceae.   Inga underarter finns listade i Catalogue of Life.